# Abajská oblast
Abajská oblast (kazašsky Абай облысы, Abaj oblysy; rusky область Абай či rusky Абайская область) je územněsprávní jednotka Republiky Kazachstán. Na severu hraničí s Ruskem, na jihovýchodě s Čínou a dále s kazachstánkými oblastmi Pavlodarská, Karagandská, Žetysuská a Východokazachstánská. Leží v severovýchodní části Kazachstánu, na větší části se rozkládá Kazašská pahorkatina, na severu do oblasti zasahuje Západosibiřská rovina. Největším městem a administrativním centrem je Semej (do roku 2007 Semipalatinsk). Oblastí protéká Irtyš, nejmohutnější řeka Kazachstánu.
Oblast vyčleněna z Východokazachstánské oblasti a byla ustavena 8. června 2022, žije zde přibližně 610 tisíc obyvatel. Rozkládá se v rozsahu již dříve existující Semipalatinské oblasti.